# Libertas (partit)
Libertas és una plataforma euroescèptica promoguda pel milionari irlandès Declan Ganley.
Libertas va decidir presentar-se a les eleccions al Parlament Europeu de 2009. A l'Espanya, Libertas fou un dels partits que formaren la coalició electoral dita Libertas-Ciudadanos de España, juntament amb Ciutadans-Partido de la Ciudadanía, el Partit Social Demócrata (PSD) (formació en què militen els trànsfugues Eduardo Tamayo i José Luis Balbás) i la Unión del Pueblo Salmantino (UPS), una formació localista. L'ex-director general de l'ONCE Miguel Durán fou el cap de llista d'aquesta coalició, que va obtenir un 0,15% del vot a España sense obtenir cap escó.